# 戴维·克罗克特国家森林
戴维·克罗克特国家森林（英語：Davy Crockett National Forest）位于69号美国国道旁边、德克萨斯州拉夫金西侧、克罗基特东侧，由美国农业部下属的美国国家森林局管辖，行政中心位于拉夫金。此外，森林在拉特克利夫也有自己的巡逻站。森林是派尼伍兹环境区域的一部分，总面积160,647英畝（251.0平方英里；650.1平方），横跨得克萨斯州的两个县——休斯敦县（林地面积94,481英畝（147.6平方英里；382.4平方））和三一縣（林地面积67,361英畝（105.3平方英里；272.6平方））。戴维·克罗克特国家森林东北部毗邻内奇斯河，有着45英畝（180,000平方）的拉特克利夫湖。林地主要是松木构成的，土地大体平整但略有起伏。